# Experience: Jill Scott 826+
Albums de Jill Scott
Who Is Jill Scott? Words and Sounds Vol. 1
(2000) Beautifully Human: Words and Sounds Vol. 2
(2004)
Singles
1. He Loves Me (Lyzel In E Flat)
Sortie : 21 novembre 2001
2. Gimme
Sortie : 11 décembre 2001

Experience: Jill Scott 826+ est un album live de Jill Scott, sorti le 20 novembre 2001.
Le premier disque contient des extraits de concerts enregistrés lors du Words and Sounds Tour. Le « 826 » du titre de l'album est une référence à la date du concert de Washington (26 août 2001) qui a fourni la plus grande partie du contenu de l'opus. Le « + » du titre fait référence aux bonus contenus dans le second disque, notamment des inédits enregistrés en studio.
L'album s'est classé 7e au Top R&B/Hip-Hop Albums et 38e au Billboard 200 et a été certifié disque d'or par la Recording Industry Association of America (RIAA) le 17 janvier 2002.

## Liste des titres
| 1.  | Show Intro (Alright Man, It's Time for You to Move)   | | 1:33  |
| 2.  | A Long Walk (Groove)                                  | Jill Scott, Andre Harris | 6:18  |
| 3.  | Love Rain (Suite)                                     | Scott, Vidal Davis | 12:30 |
| 4.  | Slowly Surely                                         | Scott, Darren Henson, Don Thompson, Kamaal Fareed, Malik Taylor, Ali Shaheed Muhammad, James Yancey, Towa Tei, Bebel Gilberto | 3:50  |
| 5.  | One Is the Magic # (Redux)                            | Scott, Davis | 6:19  |
| 6.  | Do You Remember                                       | Scott, Harris | 8:40  |
| 7.  | Gettin' in the Way                                    | Scott, Davis | 7:42  |
| 8.  | It's Love                                             | Scott, Henson, Keith Pelzer                                                                                                   | 7:36  |
| 9.  | The Way (featuring Mike Phillips)                     | Scott, Harris | 8:26  |
| 10. | Fatback Taffy                                         | Scott | 2:15  |
| 11. | He Loves Me (Lyzel In E Flat) (Movements I, II & III) | Scott, Pelzer | 9:02  |

| 1. | Free (Prelude)                                                                | Scott, Harris                                |                                               | 1:31  |
| 2. | Gotta Get Up (Another Day) (featuring 4hero)                                  | Scott, Mark Clair, Brad Munn                 |                                               | 4:58  |
| 3. | One Time                                                                      | Scott, Davis, Eric Roberson                  |                                               | 3:55  |
| 4. | Sweet Justice                                                                 | Scott, Davis, Henson                         | The Sky de Mannheim Steamroller               | 5:20  |
| 5. | Thickness                                                                     | Scott                                        |                                               | 11:02 |
| 6. | High Post Brotha (featuring Common)                                           | Scott, Ivan Barias, Lonnie Lynn, Dale Warren | Ghetto: Misfortune's Wealth de 24-Carat Black | 3:41  |
| 7. | Gimme                                                                         | Scott, Barias, Randy Muller                  | Changin' de Brass Construction                | 3:33  |
| 8. | Be Ready                                                                      | Scott, Ted Thomas, Jr., Jay Chattaway        | You Can Fly des Sons of Champlin              | 3:13  |
| 9. | Free (Epilogue)/Gotta Get Up (Another Day) (Minnie Version) (featuring 4hero) |                                              |                                               | 16:18 |